# Naoíse Mac Sweeney
Naoíse Mac Sweeney (* 1982 Londýn) je britská archeoložka, historička, spisovatelka a akademička. Od roku 2020 působí jako profesorka klasické archeologie na Ústavu klasické archeologie Vídeňské univerzity. Předtím deset let vyučovala na Univerzitě v Leicesteru. Působila také na Univerzitě v Cambridge a jako vědecká pracovnice v Harvardském centru pro helénská studia.

## Biografie
Naoíse Mac Sweeney se narodila v roce 1982 v Londýně v čínsko-irské rodině. Otec pochází z Corku a matka je malajská Číňanka. Před zahájením akademické kariéry pracovala v oblasti mezinárodního rozvoje a jako modelka. Absolvovala bakalářské studium klasických věd na Univerzitě v Cambridgi a následně magisterské studium starověkých dějin na UCL, v roce 2007 získala doktorský titul v Cambridgi.
Po získání doktorátu se věnovala politickému výzkumu v oblasti konfliktů a mezinárodního rozvoje. Od roku 2008 působila na Fakultě klasických studií na Cambridgeské univerzitě. V roce 2011 nastoupila na Univerzitu v Leicesteru jako lektorka starověkých dějin a klasické archeologie a roku 2020 zde byla jmenována profesorkou starověkých dějin. V témže roce se stala profesorkou klasické archeologie na Vídeňské univerzitě.
Ve svém výzkumu se zaměřuje na aspekty kulturní interakce a identity se zaměřením na starověký řecký svět a Anatolii od doby železné po klasické období. V roce 2018 vydala knihu Troy: Myth, City, Icon (Trója: mýtus, město, ikona), v níž zkoumá mytický, archeologický a kulturní význam Tróje. Kniha se dostala do užšího výběru na jednu z hlavních cen PROSE award.
V roce 2015 obdržeka cenu Philipa Leverhulma. V roce 2017 byla hostující vědeckou pracovnicí v Harvardově centru pro helénská studia. Koordinuje mezinárodní síť „Claiming the Classical“, která zkoumá využití klasické antiky v současné politické rétorice. Od roku 2019 je akademickou redaktorkou časopisu Britského institutu v Ankaře Anatolian Studies. V roce 2019 účinkovala jako moderátorka v televizním seriálu BBC Digging for Britain.
Ve své nové knize The West: A New History of an Old Idea (Západ: nové dějiny staré myšlenky) se snaží zpochybnit a nově interpretovat pojem „západní civilizace“ za posledních 2 500 let, a to prostřednictvím životů a díla 14 žen a mužů, od velkého řeckého historika z 5. století př. n. l. Hérodota až po představitelku Hongkongu 21. století Carrie Lam, která stála v čele jeho posunu k autoritářské vládě.
Manžel Naoíse Mac Sweeney pochází z Malty.